# Admontia longicornis
Admontia longicornis är en tvåvingeart som beskrevs av Yang Longlong och Chao Chienming 1990. Admontia longicornis ingår i släktet Admontia och familjen parasitflugor. Inga underarter finns listade i Catalogue of Life.